# Atherigona furculisterna
Atherigona furculisterna este o specie de muște din genul Atherigona, familia Muscidae, descrisă de Deeming în anul 1977.
Este endemică în Nigeria. Conform Catalogue of Life specia Atherigona furculisterna nu are subspecii cunoscute.